# Dichrorampha abhasica
Dichrorampha abhasica är en fjärilsart som beskrevs av Aleksandr Sergeievich Danilevsky och Kuznetzov 1968. Dichrorampha abhasica ingår i släktet Dichrorampha och familjen vecklare. Inga underarter finns listade i Catalogue of Life.